# József Berda
Dans le nom hongrois Berda József, le nom de famille précède le prénom, mais cet article utilise l’ordre habituel en français József Berda, où le prénom précède le nom.
Pour les articles homonymes, voir Berda.
József Berda, né le 1er février 1902 à Budapest – mort le 6 juillet 1966 dans la même ville, est un poète hongrois.

## Prix littéraires
- Prix József Attila (1965)